# ベント・オーバー・ローイング
ベント・オーバー・ローイング（英語: bent over rowing）は、ウエイトトレーニングの種目の一つである。主に広背筋・上腕二頭筋・三角筋後部・僧帽筋・菱形筋などに刺激を与え、筋量・筋力を増加させるのに効果がある。
バーベルを使うノーマルなベント・オーバー・ロウイングの他、ダンベルを片手で扱って行うワンハンド・ロウイングがあるがその効果はほとんど同じものである。ただし腰を折ってかがむ姿勢をとるノーマルの方は腰を痛める危険があり、どちらかといえば上級者向き。ベンチなどに片手を突いて行うワンハンドのほうが初心者向きの種目である。どちらもウエイトを持ち上げるときには肘から下はリラックスしてだらりと下げ、上腕二頭筋を使わないように意識すること。上腕二頭筋の力で強引に持ち上げるとトレーニング効果は半減する。持ち上げると同時に肩甲骨を寄せていく。

## 具体的動作

### オーバーグリップ・バーベル・ベントオーバー・ロウイング
1. 肩幅よりやや広い手幅でバーベルを持って直立し、膝を曲げて前傾姿勢をとる。正面を見て背筋を伸ばす。上体の角度は45度前後。
2. 息を吸いながらバーベルを腹部に向かって引く。
3. バーが腹部に当たる位置まできたら、息を吐きながら元の姿勢に戻る。
4. 2 - 3を繰り返す。

- オーバーグリップ・バーベル・ベントオーバー・ロウイング（スタート）
- オーバーグリップ・バーベル・ベントオーバー・ロウイング（フィニッシュ）

### アンダーグリップ・バーベル・ベントオーバー・ロウイング
ドリアン・イエーツが行っていたことから、「ドリアンロウ」とも呼ばれる。オーバーグリップで行うよりも広背筋下部や上腕二頭筋への負荷が増える。オーバーグリップに比べ、高重量を扱える。肩甲骨を寄せながら肘を後ろへ移動させるイメージで行うと効果的。
1. 肩幅よりやや広い手幅でバーベルを持って直立し、膝を曲げて前傾姿勢をとる。手の甲が自分の方を向くように持つ。正面を見て背筋を伸ばす。上体の角度は60度前後。
2. 息を吸いながらバーベルを脚の付け根に向かって引く。
3. バーが脚の付け根に当たる位置まできたら、息を吐きながら元の姿勢に戻る。
4. 2 - 3を繰り返す。

- アンダーグリップ・バーベル・ベントオーバー・ロウイング（スタート）
- アンダーグリップ・バーベル・ベントオーバー・ロウイング（フィニッシュ）